# 阿林娜·紹爾茨
阿琳娜·肖尔茨（波蘭語：Alina Scholtz，1908年9月24日—1996年2月25日）是波兰的一位景观设计师，被誉为该国在该领域的先驱之一。她的职业生涯涉及墓地、公园和绿地等各种公共和私人项目的设计。她最著名的作品包括位于华沙基列卡街的别墅庭院（并凭借该作品在1937年巴黎世界博览会上获得银奖）、帕尔米里大屠杀受害者的纪念墓地、以及位于华沙东西交通线上的景观项目。除设计工作外，她还是国际风景园林师联合会的创始成员之一。